# Roer (fiume)
La Roer (a volte ricordato come  Roër) è un fiume, affluente destro della Mosa.  Nasce in Belgio, nel parco naturale della Hautes Fagnes, presso il monte di Botrange, il punto più elevato di quel Paese, presso il villaggio di Sourbrodt.  Qui viene chiamata anche Rour o Roule.  

Dopo pochi chilometri entra in Germania, ove prende il nome di Rur: qui attraversa Montjoie, gira attorno alla regione di Aquisgrana, lasciandola a sinistra.  Per poi terminare la propria corsa nei Paesi Bassi, ove torna a chiamarsi Roer: si getta nella Mosa, lì dove sorge Roermond, città nel lembo meridionale dei Paesi Bassi.

## Affluenti principali
Sul territorio belga ha due affluenti principali: lo Schwartzbach (alla altezza di Sourbrodt) e la Schwalm (nella zona di Büllingen, anche noto come Schwalmbach e Perlenbach).
Sul territorio della Repubblica Federale Tedesca riceve le acque del Wurm (ad Heinsberg), l'Inde a Jülich e l'Urft a Rurberg.

## La diga della Roer
Fra Simmerath e Heimbach si erge una grande diga con un bacino di 783 ettari ed una capacità di 205 milioni di m³.

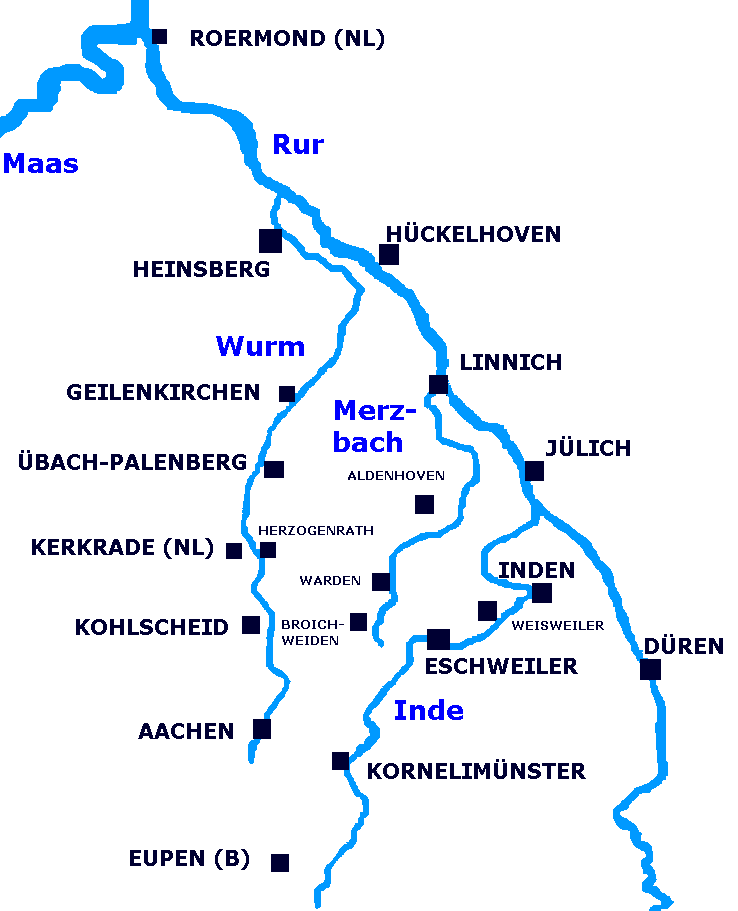
Corso della Roer e degli affluenti

## La Roer nella storia
Sulle sue sponde, il 2 ottobre 1794, venne combattuta la Battaglia della Roer, che permise alla Armata Sambre-et-Meuse del Jourdan di allontanare definitivamente l'esercito Imperiale del Clerfayt dai Paesi Bassi austriaci, costringendolo a passare il Reno a Colonia.
A seguito della annessione della Cisrenania alla Francia rivoluzionaria, il fiume diede il proprio nome al Dipartimento della Roer, dal 1795 al 1815.
Durante la seconda guerra mondiale, tra l'8 febbraio e il 5 marzo 1945, ci sono stati sanguinosi combattimenti tra gli Alleati e i Tedeschi. A tal proposito si veda la battaglia delle dighe del Roer e l'operazione Grenade.

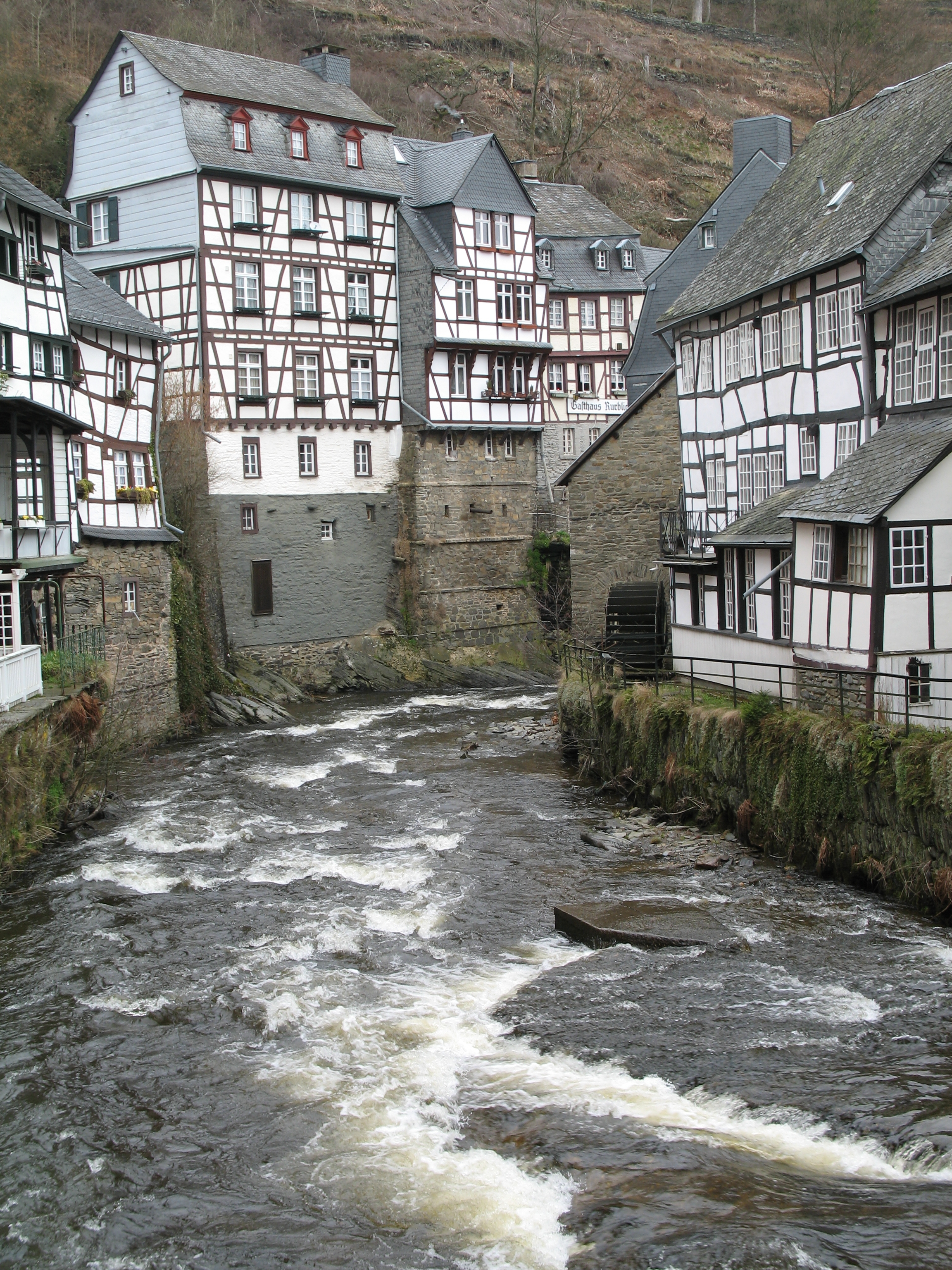
La Roer à Monschau, nei pressi di Aquisgrana
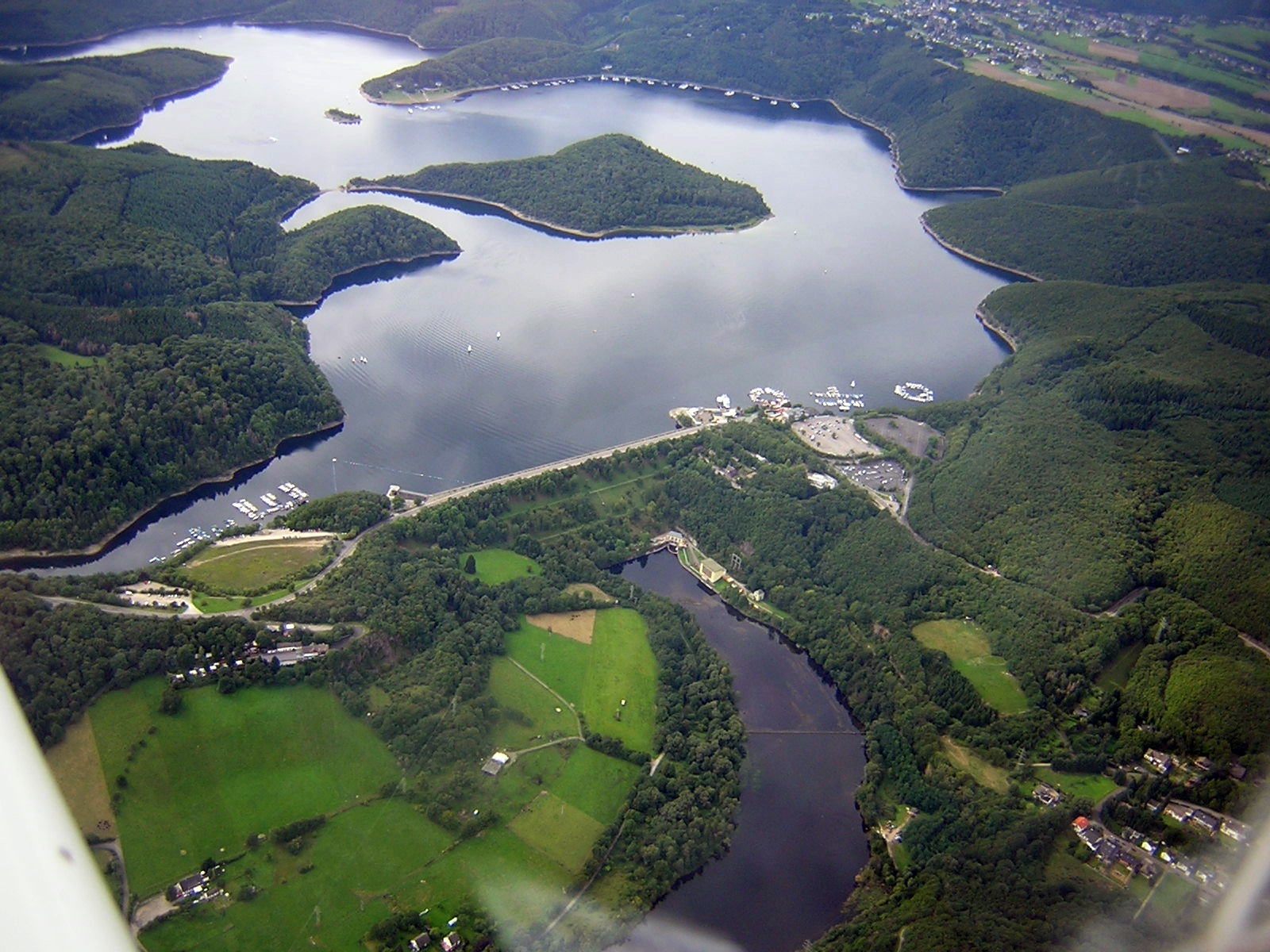
Il lago cosiddetto della Roer
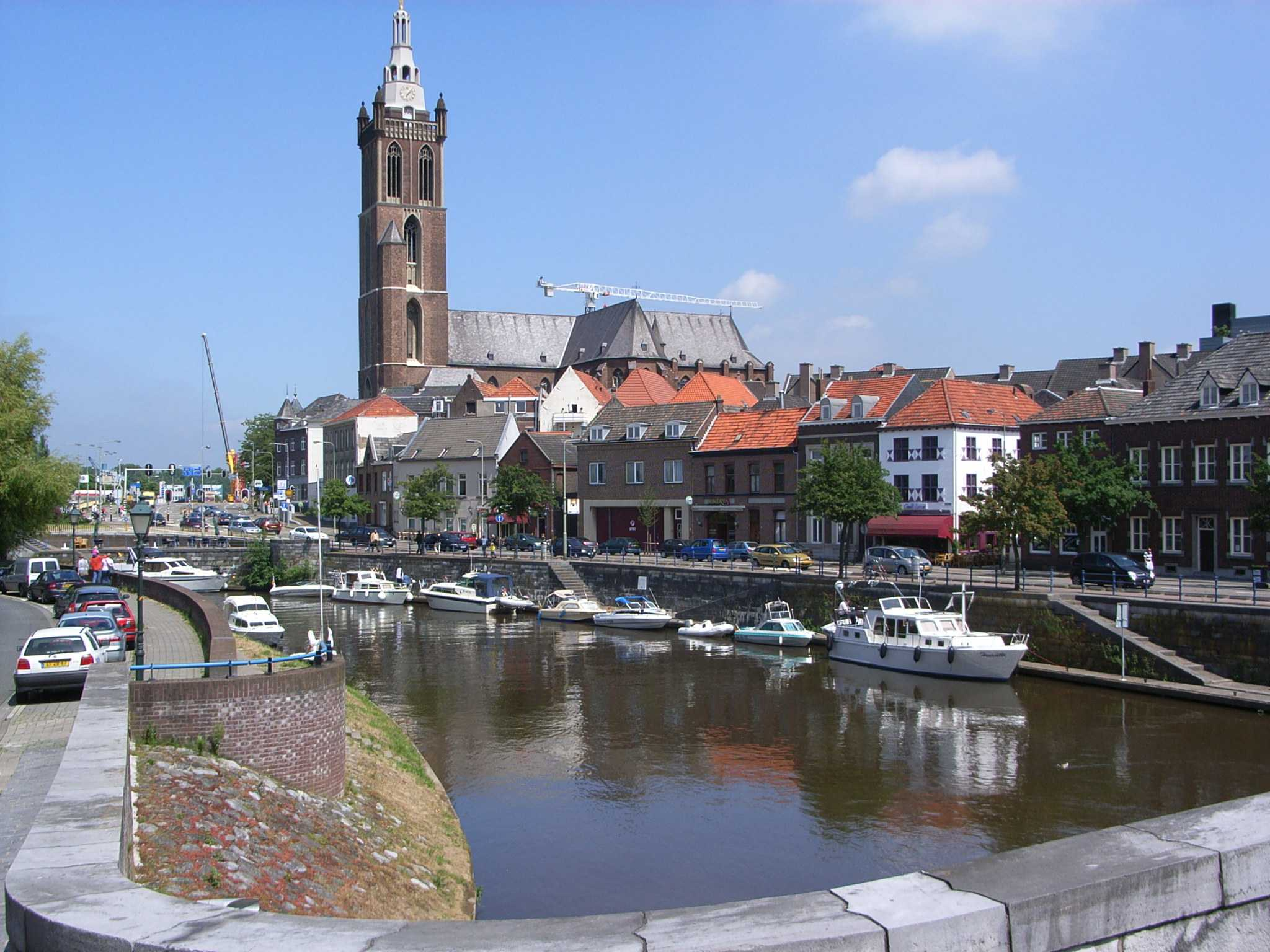
La Roer a Roermond nel Limburgo orientale
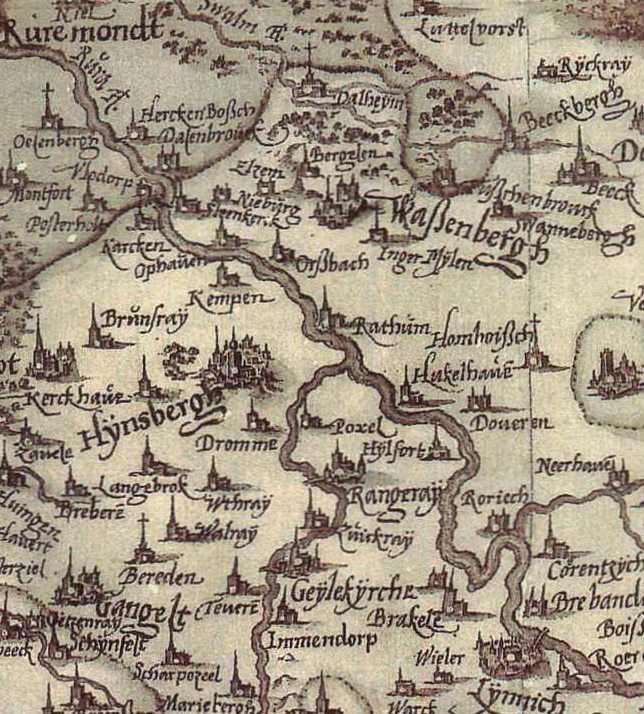
La Roer in una carta del 1573